# Ice Box
Ice Box, officiellt Lincoln State Fair Coliseum, är en inomhusarena i den amerikanska staden Lincoln i delstaten Nebraska. Den har en publikkapacitet på mellan 4 200 och 5 010 åskådare beroende på arrangemang. Inomhusarenan stod färdigbyggt 1951 och var då en byggnad för boskap och ingick i den årliga mässan Nebraska State Fair. 1996 blev den renoverad när ishockeylaget Lincoln Stars anslöt sig till United States Hockey League (USHL).